# Chochoły (skała)

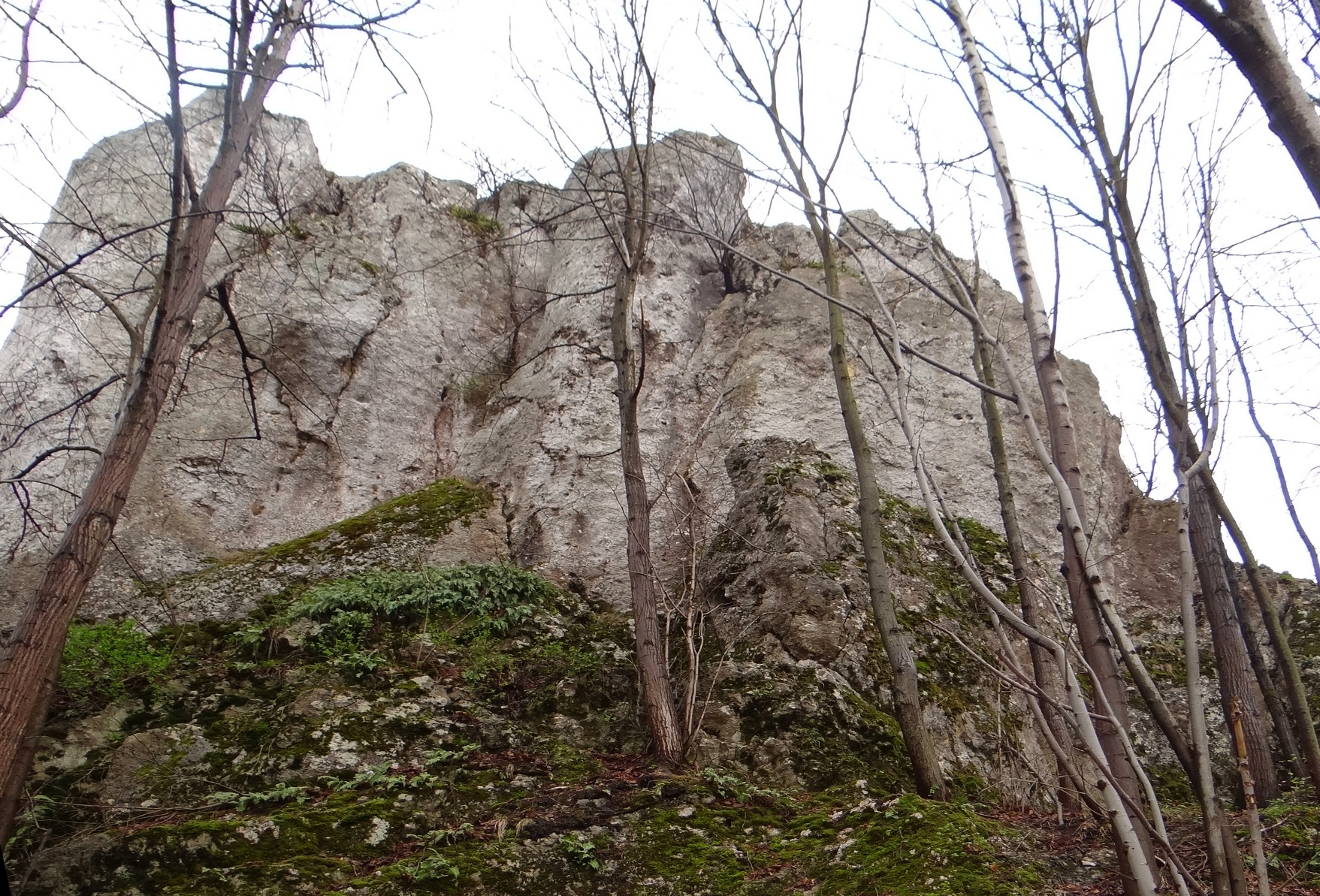
Graficzna Baszta i Chochoły

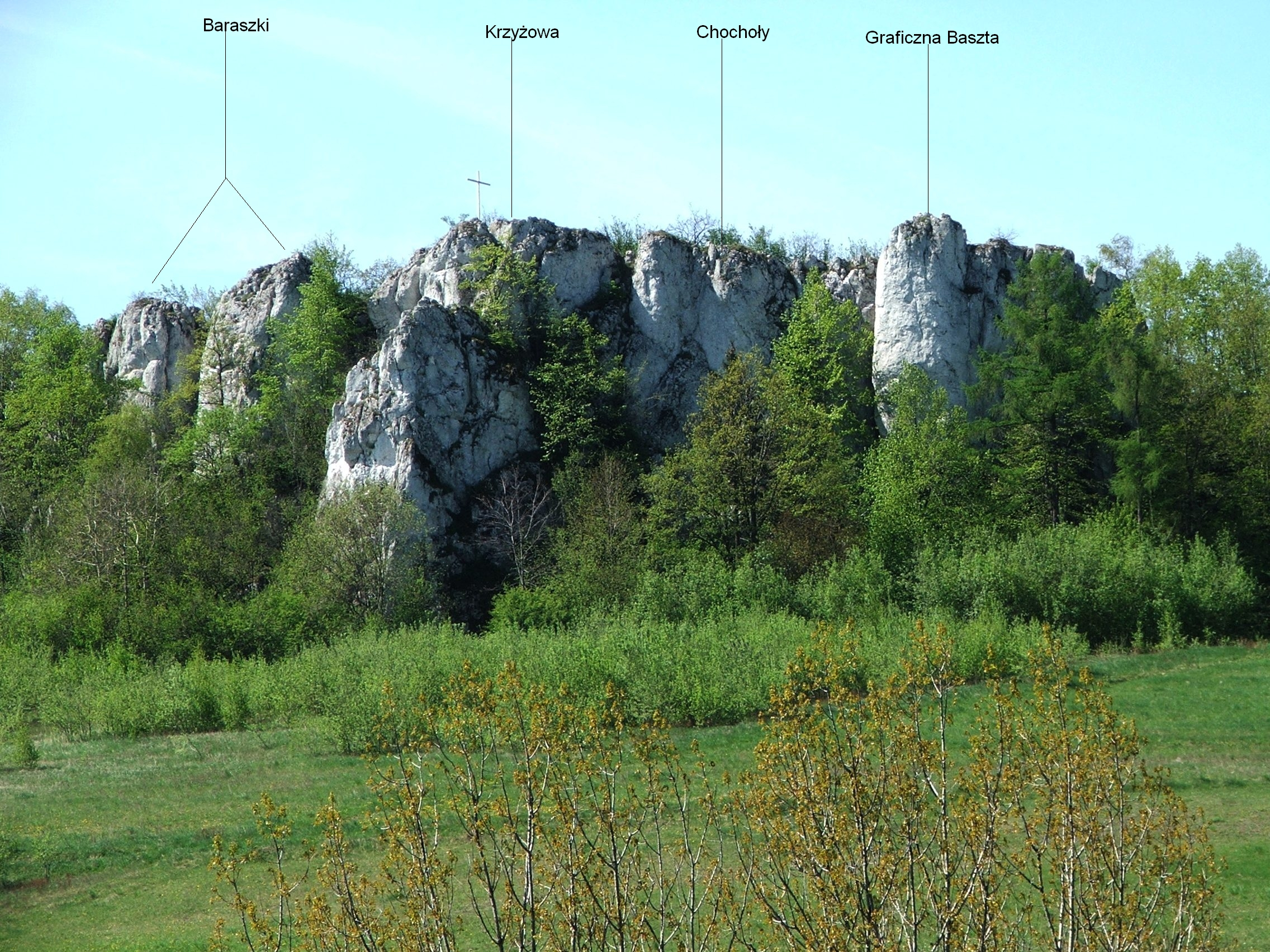

Chochoły – skały w grupie Chochołowych Skał w Doliny Szklarki na Wyżynie Olkuskiej, we wsi Szklary w województwie małopolskim, w powiecie krakowskim, w gminie Jerzmanowice-Przeginia.
Szczyty Chochołowych Skał widoczne są ponad lasem z drogi prowadzącej przez Szklary. Chochoły to wysoki prawie na 20 m skalny mur pomiędzy Krzyżową a Graficzną Basztą. Składa się z dwóch wybitnych filarów oddzielonych depresją. Jest to Chochoł Lewy i Chochoł Prawy. Chochoły znajdują się w lesie i uprawiana jest na nich wspinaczka skalna. Wspinacze poprowadzili na głównej ścianie Chochołów 4 drogi wspinaczkowe, oraz 2 drogi w sąsiedztwie Graficznej Baszty. Mają trudność od IV do VI w skali krakowskiej i południowo-wschodnią wystawę. Skały znajdują się na terenie prywatnym.
Pomiędzy Chochołem Prawym a Graficzną Basztą znajduje się Komin Kominiarza, a w nim otwór Szczeliny w Chochołowych Skałach II.

## Drogi wspinaczkowe
Wszystkie drogi mają zamontowane stałe punkty asekuracyjne: ringi (r), haki (h), spity (s) i stanowisko zjazdowe (st) lub ring zjazdowy (rz)

1. Lewy Chochoł; V, 4r + 1h + trad. + st
2. Zakątek; IV+, 3r + 2h + st
3. Prawy Chochoł; VI, 4r + 1h + st
4. Wariant Prawego Chochoła; VI-, 4r + 1h + st
5. Szpagat Kominiarza; V+, 5r +st
6. Graficzny Komin; V-, 2r + 2s + rz[1].